# Sólheimasandur
Sólheimasandur är ett sandområde i republiken Island.   Det ligger i regionen Suðurland, i den södra delen av landet, 150 km sydost om huvudstaden Reykjavík.